# 三重県道567号赤目滝線
三重県道567号赤目滝線（みえけんどう567ごう あかめたきせん）は、三重県名張市を通る一般県道である。

## 概要
名張市赤目町長坂から名張市箕曲中村に至る。

### 路線データ
- 起点：名張市赤目町長坂（赤目四十八滝付近）
- 終点：名張市箕曲中村（中村交差点、国道165号交点）
- 総延長：7,298 m

## 歴史
- 1959年（昭和34年）1月25日 - 路線認定[1]。

## 路線状況
地域住民の生活道路として、赤目四十八滝に向かう行楽客の観光アクセス道路として利用される。

### 重複区間
- 三重県道543号赤目口停車場線（名張市赤目町丈六 - 名張市赤目町丈六・赤目町丈六交差点）

### 道路施設

#### 橋梁
- 風呂屋橋（滝川、名張市）
- 新橋（釜石川、名張市）

## 地理

### 通過する自治体
- 三重県
  - 名張市

### 交差する道路
| 交差する道路                             | 交差する場所 | 交差する場所      |
| ---------------------------------------- | ------------ | ----------------- |
| 三重県道・奈良県道784号赤目掛線          | 赤目町一ノ井 |                   |
| 三重県道543号赤目口停車場線 重複区間起点 | 赤目町丈六   |                   |
| 三重県道543号赤目口停車場線 重複区間終点 | 赤目町丈六   | 赤目町丈六交差点  |
| 国道165号                                | 箕曲中村     | 中村交差点 / 終点 |

### 交差する鉄道
- 近鉄大阪線

### 沿線
起点付近は観光地になっている。一方の終点付近は名張市街地であり、江戸川乱歩生誕地碑などの史跡がある。
- 赤目四十八滝
- 延寿院 - シダレザクラの名所
- 赤目温泉
- 日本オオサンショウウオセンター
- 赤目四十八滝キャンプ場
- 赤目市民センター
- 名張市立錦生赤目小学校
- 近鉄大阪線 赤目口駅
- 滝川郵便局
- 名張市立赤目中学校
- 三十三銀行赤目支店
- 宇陀川